# Giro d'Itàlia femení
El Giro d'Itàlia femení és una cursa ciclista femenina d'elit que es disputa anualment a Itàlia. Creat al 1988, és la versió femenina del Giro d'Itàlia. Fins al 2012 i a partir de 2021 s'anomenava Giro Donne; però entre el 2013 i el 2020 es va anomenar Giro Rosa.
Es considera la prova més prestigiosa de ciclisme femení i, des del 2016, és una de les proves de l'UCI Women's WorldTour. Tot i això, en una decisió molt polèmica, l'edició de 2021 va ser degradada a la categoria 2.Pro, a conseqüència de no haver realitzat cobertura televisiva completa durant l'edició anterior.

## Palmarès
| Any  | Vencedora                          | Segona                 | Tercera                            |
| ---- | ---------------------------------- | ---------------------- | ---------------------------------- |
| 1988 | Maria Canins                       | Elizabeth Hepple       | Petra Rossner                      |
| 1989 | Roberta Bonanomi                   | Aleksandra Koliàsseva  | Tea Vikstedt-Nyman                 |
| 1990 | Catherine Marsal                   | Maria Canins           | Kathryn Watt                       |
| 1993 | Lenka Ilavská                      | Luzia Zberg            | Imelda Chiappa                     |
| 1994 | Michela Fanini                     | Kathryn Watt           | Luzia Zberg                        |
| 1995 | Fabiana Luperini                   | Luzia Zberg            | Roberta Bonanomi                   |
| 1996 | Fabiana Luperini                   | Alessandra Cappellotto | Imelda Chiappa                     |
| 1997 | Fabiana Luperini                   | Linda Jackson          | Edita Pučinskaitė                  |
| 1998 | Fabiana Luperini                   | Linda Jackson          | Barbara Heeb                       |
| 1999 | Joane Somarriba Arrola             | Swetlana Bubnenkowa    | Daniela Veronesi                   |
| 2000 | Joane Somarriba Arrola             | Alessandra Cappellotto | Walentina Polchanowa               |
| 2001 | Nicole Brändli Zinaïda Stahúrskaia | Diana Žiliūtė          | Edita Pučinskaitė                  |
| 2002 | Swetlana Bubnenkowa                | Zinaïda Stahúrskaia    | Diana Žiliūtė                      |
| 2003 | Nicole Brändli                     | Edita Pučinskaitė      | Joane Somarriba Arrola             |
| 2004 | Nicole Cooke                       | Fabiana Luperini       | Priska Doppmann                    |
| 2005 | Nicole Brändli                     | Joane Somarriba Arrola | Edita Pučinskaitė                  |
| 2006 | Edita Pučinskaitė                  | Nicole Brändli         | Susanne Ljungskog                  |
| 2007 | Edita Pučinskaitė                  | Nicole Brändli         | María Isabel Moreno Allué          |
| 2008 | Fabiana Luperini                   | Amber Neben            | Claudia Häusler                    |
| 2009 | Claudia Häusler                    | Mara Abbott            | Nicole Brändli                     |
| 2010 | Mara Abbott                        | Judith Arndt           | Tatiana Guderzo                    |
| 2011 | Marianne Vos                       | Emma Pooley            | Judith Arndt                       |
| 2012 | Marianne Vos                       | Emma Pooley            | Evelyn Stevens                     |
| 2013 | Mara Abbott                        | Tatiana Guderzo        | Claudia Häusler                    |
| 2014 | Marianne Vos                       | Pauline Ferrand-Prévot | Anna van der Breggen               |
| 2015 | Anna van der Breggen               | Mara Abbott            | Megan Guarnier                     |
| 2016 | Megan Guarnier                     | Evelyn Stevens         | Anna van der Breggen               |
| 2017 | Anna van der Breggen               | Elisa Longo Borghini   | Annemiek van Vleuten               |
| 2018 | Annemiek van Vleuten               | Ashleigh Moolman       | Amanda Spratt                      |
| 2019 | Annemiek van Vleuten               | Anna van der Breggen   | Amanda Spratt                      |
| 2020 | Anna van der Breggen               | Katarzyna Niewiadoma   | Elisa Longo Borghini               |
| 2021 | Anna van der Breggen               | Ashleigh Moolman       | Demi Vollering                     |
| 2022 | Annemiek van Vleuten               | Marta Cavalli          | Margarita Victoria García Cañellas |
| 2023 | Annemiek van Vleuten               | Juliette Labous        | Gaia Realini                       |
| 2024 | Elisa Longo Borghini               | Lotte Kopecky          | Neve Bradbury                      |
| 2025 |                                    |                        |                                    |

- El 1991 i 1992 no es va disputar